# Orthotrichum sainsburyi
Orthotrichum sainsburyi är en bladmossart som beskrevs av Kenneth Willway Allison 1947. Orthotrichum sainsburyi ingår i släktet hättemossor, och familjen Orthotrichaceae. Inga underarter finns listade i Catalogue of Life.